# Radula dentata
Radula dentata là một loài rêu tản trong họ Radulaceae. Loài này được (Mitt.) Mitt. miêu tả khoa học lần đầu tiên năm 1867.